# Григор Прличев
Григор Прличев (Охрид, Македонија 30. јануар 1830 — 6. фебруар 1893), је био писац и преводилац из данашње Северне Македоније. Отац познатог припадника ВМРО-а Кирила Прличева. У Северној Македонији га сматрају једним од најпознатијих македонских књижевника XIX века.

## Биографија
Студирао је медицину у Атини (1849-50. и 1858-61). Био је учитељ у родном крају, библиотекар у Софији, наставник у гимназији у Битољу и Солуну.

## Стваралаштво
- Сердар, (1860) поема, дело написано на грчом језику[1]
- Скендербег, поема